# 에너지의학
에너지의학(Energy medicine)은 치유자가 환자에게 "치유 에너지"를 전달하고 긍정적인 결과를 가져올 수 있다는 사이비 과학적 신념에 기반한 대체의학의 한 분야이다. 이 분야는 에너지 치유 또는 진동 의학과 같은 용어가 동의어 또는 대체 이름으로 사용되는 통합 용어보다는 더 넓은 대체 의학 영역에서 신비주의 및 밀교와 관련된 공유된 신념 및 관행으로 정의된다. 대부분의 경우 경험적으로 측정할 수 있는 에너지가 관련되어 있지 않는다. 이 용어는 대신 소위 미묘한 에너지를 나타낸다. 많은 에너지 치유 학교는 많은 이름을 사용한다. 예를 들어 바이오필드 에너지 치유, 영적 치유, 접촉 치유, 원격 치유, 치료 접촉, 레이키 또는 기공 등이 있다.
에너지 치유에 관한 과학 문헌을 검토한 결과 임상 효능을 뒷받침하는 증거가 없다고 결론을 내렸다. 치유의 이론적 근거는 믿기지 않는다는 비판을 받아왔다. 에너지의학을 지지하는 연구 및 리뷰는 방법론적 결함과 선택 편향을 포함하는 것으로 잘못 지적되었으며 긍정적인 치료 결과는 알려진 심리적 메커니즘의 결과로 결정되었다. "에너지의학" 장치를 공급하는 이들에 대한 일부 주장은 사기성으로 알려져 있으며 이들의 마케팅 관행은 미국에서 법 집행 조치를 이끌어 냈다.

## 같이 보기
- 기도염력